# Pere Roca i Cabarrocas
Pour les articles homonymes, voir Roca.
Pere Roca i Cabarrocas, né le 17 janvier 1959 à Vilobí d'Onyar, est un physicien espagnol. Directeur de recherches à l'École polytechnique, il est spécialisé dans la physique des interfaces et des couches minces notamment le silicium amorphe et ses dérivés.

## Biographie
Né en Catalogne où il commence sa formation à l'université polytechnique de Barcelone, il a préparé à l'École polytechnique une thèse de doctorat soutenue à l'Université Paris VII dans les années 1980. Il effectue ensuite un post-doctorat à Princeton puis entre au CNRS en 1988.
Il est aujourd'hui chercheur au laboratoire de physique des interfaces et des couches minces (PICM) à l'École polytechnique, qu'il a dirigé de 2012 à 2020. P. Roca est l'auteur de la découverte du silicium polymorphe et il a déposé 24 brevets. Il est également directeur scientifique de l'Institut Photovoltaïque d’Île-de-France (IPVF).

## Décorations
Il est lauréat de la médaille Blondel et de la médaille d'argent du CNRS en 2011.